# August Weckerling
August Weckerling (* 20. März 1846 in Friedberg; † 12. April 1924 in Alzey) war  ein deutscher Gymnasiallehrer, Archivar und wesentlich an der Gründung des Paulusmuseums (heute: Museum der Stadt Worms im Andreasstift) beteiligt.

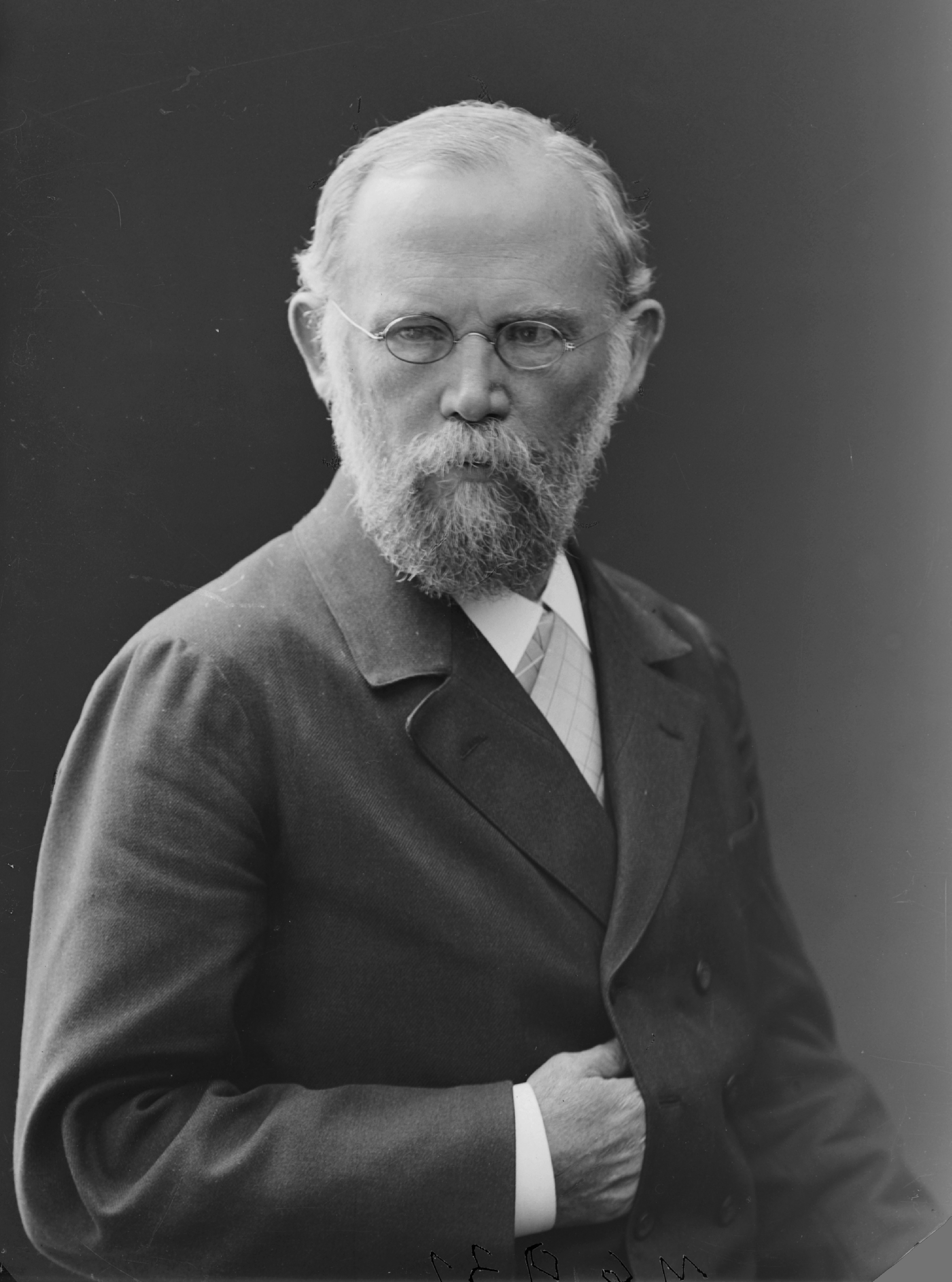
August Weckerling

## Familie
August Weckerling war der vierte Sohn des Schuhmachers Johann Philipp Weckerling und seiner Frau Katharina, geborene Schneider. Die Familie war evangelisch. Verheiratet war August Weckerling seit 1876 mit Anna Maria, geborene Freed (* 7. Mai 1854 in Worms; † 2. Dezember 1923). Sie hatten einen Sohn, Georg Weckerling (1883–1955), Arzt in Worms, verheiratet mit Elise, geborene Seitz (1885–1949).

## Ausbildung
Nach vierjährigem Besuch der Volksschule wechselte August Weckerling auf die Realschule mit Latein in Friedberg, deren Leiter der Historiker Philipp Dieffenbach war. Nur bis 1860 konnte er die Schule besuchen und musste sich dann selbständig auf die Aufnahme ins Lehrerseminar vorbereiten. Nach dessen zweijährigem Besuch schloss er dort 1864 mit einer guten Prüfung ab und arbeitete anschließend an einer privaten Mädchenschule in Gießen. Wiederum im Selbststudium bereitete er sich auf das Abitur vor, das er 1865 am Gymnasium in Darmstadt ablegte. Anschließend studierte er bis 1869 an der Universität Gießen Klassische Philologie. Da ihn seine Eltern finanziell nicht unterstützen konnten, arbeitete er nebenher unter anderem als Hilfslehrer am Gymnasium in Gießen und in der Universitätsbibliothek Gießen. Im Frühjahr 1869 bestand er das erste Staatsexamen für das Lehramt, im Herbst das zweite Staatsexamen, beide mit Auszeichnung. Noch im Dezember des gleichen Jahres wurde er von der philosophischen Fakultät der Universität Gießen zum Dr. phil. promoviert.

## Beruf
Seine erste Stelle trat er als Assessor in Alzey an der dortigen „Realschule und Protogymnasium“ an. 1871 wurde er dort verbeamtet. 1874 wechselte er an das Großherzogliche Gymnasium in Worms, wo er Griechisch und Latein unterrichtete. Bereits mit 52 Jahren, 1898, musste er, weil er zunehmend sein Gehör verlor, aus dem aktiven Schuldienst ausscheiden. Die Stadt Worms beschloss daraufhin, ihn als (ersten) hauptamtlichen Archivar für das Stadtarchiv Worms anzustellen und ihm dafür die Differenz zwischen seiner Pension und dem Gehalt eines aktiven Lehrers zu zahlen. Diese Funktionen hatte er bis 1921 inne, als sich sein Gesundheitszustand dramatisch verschlechtert hatte und er die letzten Lebensjahre in der Landesnervenklinik in Alzey verbrachte.

## Historiker
An der Gründung des Altertumsvereins Worms 1879 nahm er nicht teil, wurde aber sehr bald in den Vorstand berufen und von diesem neben Karl Koehl 1881 zum Kurator für das neu gegründete Paulusmuseum berufen. Er veröffentlichte dann 1885 und 1887 in zwei Schriften eine Übersicht über die römerzeitliche Sammlung des Museums. Ergänzend trug er eine wissenschaftliche Bibliothek („Paulusbibliothek“) und den Erstbestand einer Volksbücherei zusammen, den Grundstock für die heutige Stadtbibliothek Worms. Um eine Möglichkeit zu erhalten, eigene Forschungen und die anderer zur Geschichte von Worms und seiner Umgebung zu veröffentlichen, gründete er 1902 die monatlich als Beilage zur Wormser Zeitung erscheinende Zeitschrift „Vom Rhein“, die bis zum Ausbruch des Ersten Weltkriegs erschien. Er übernahm gemeinsam mit Erwin von Heyl die Schriftleitung.
1883 machte er als erster auf den hohen kulturgeschichtlichen Wert der Wormser Mikwe von 1185/86 aufmerksam, die damals verfiel und als Abwasserschacht genutzt wurde. Die Mikwe wurde in der Folge wiederhergestellt.
Weckerling publizierte in großem Umfang zur Geschichte der Stadt Worms von der römischen bis in die Frühe Neuzeit.

## Ehrungen und Mitgliedschaften
- 1898 / 1912 Verdienstorden Philipps des Großmütigen, 1. Klasse mit Krone
- 1900 Korrespondierendes Mitglied des Archäologischen Instituts des Deutschen Reiches
- 1908 Mitgründung der Historischen Kommission für das Großherzogtum Hessen
- Der ehemalige Fruchtmarkt, der Platz vor dem Museum der Stadt Worms im Andreasstift, wurde in Weckerlingsplatz umbenannt.

### Schriften
- Die Römische Abteilung des Paulus-Museums der Stadt Worms = Wissenschaftliche Beigabe zu dem Programm des Großherzoglichen Gymnasiums und der Realschule zu Worms für das Schuljahr 1884–85. Eugen Kranzbühler, Worms 1885.
- Die Römische Abteilung des Paulus-Museums der Stadt Worms. Zweiter Teil. Eugen Kranzbühler, Worms 1887.
- (Bearbeiter): Die Hafen- und Uferbauten zu Worms 1890–1893. Kranzbühler, Worms 1893.
- Leonhart Brunner: der erste vom Rate der Reichsstadt Worms angestellte evangelische Prediger (1527–1548). Boeninger, Worms 1895.
- Denkschrift zum 200jährigen Jubiläum der Buchdruckerei Kranzbühler in Worms. Zugleich Feier des 125jährigen Bestehens der „Wormser Zeitung“ (gegründet i. J. 1776) am 16. und 17. Juni 1900. Kranzbühler, Worms 1900.
- Beckmann’s Führer durch Worms a. Rh.
  - 1. Aufl. Klemm & Beckmann, Stuttgart 1902.
  - 2. Aufl. Klemm & Beckmann, Stuttgart 1904.
- Fünfzehn Einladungen zu öffentlichen Redeübungen aus dem 17. Jahrhundert. Ein Beitrag zur Geschichte des im Jahre 1527 begründeten Gymnasiums der freien Reichsstadt Worms. Hofmann, Berlin 1902.
- Das Kloster Lorsch und seine Torhalle. Kranzbühler, Worms 1903.
- Festschrift zur Feier des 50jährigen Bestehens der Freiwilligen Feuerwehr Worms am 13., 14. und 15. August 1904. Kranzbühler, Worms 1904.
- Luther vor dem Reichstag in Worms. Wandgemälde im Innern der Dreifaltigkeitskirche zu Worms von Joh. Martin Seekatz. Kranzbühler, Worms 1904.
- Die römischen Bleitäfelchen (deficionum tabellae Beschwörungstäfelchen) des Paulusmuseums. Kranzbühler, Worms 1904.
- Worms am Rhein und Umgebung. 
  - 3. Auflage. Seifert, Stuttgart 1910.
  - 4. Auflage. Seifert, Stuttgart 1912.
- Worms sur le Rhin et ses environs : avec un plan de la ville et de nombreuses illustrations. (Traduit d’après la 4me édition des Guides Beckmann par Tony Kellen) Weber, Heilbronn 1919.
- Zwei römische Friesreliefs aus Weinsheim bei Worms. In: Germania 3 (1919), S. 90–92.

### Herausgeberschaft
- Seidenbender, Johann Friedrich: Vorschläge für die Wiederaufrichtung der Stadt Worms nach der Zerstörung derselben durch die Franzosen i. J. 1689. Boeninger, Worms 1894.

### Sekundärliteratur
- Otto Böcher: August Weckerling. In: Carl Villinger (Red.): Wormser Profile. Lebensbilder zehn Wormser Persönlichkeiten. Altertumsverein Worms, Worms 1966, S. 40–49. [mit einer Auswahl-Bibliografie (S. 48f.)]
- Fritz Reuter: Wormser Historiker, Kunsthistoriker und Heimatforscher aus dem 19./20. Jahrhundert und ihre Grabstätten. In: Der Wormsgau 19 (2000), S. 63–102.
- Fritz Reuter: Wormser Historiker, Kunsthistoriker und Heimatforscher aus dem 19./20. Jahrhundert in bildlichen Darstellungen. In: Der Wormsgau 20 (2001), S. 127–144.